# Jacob Wallenberg

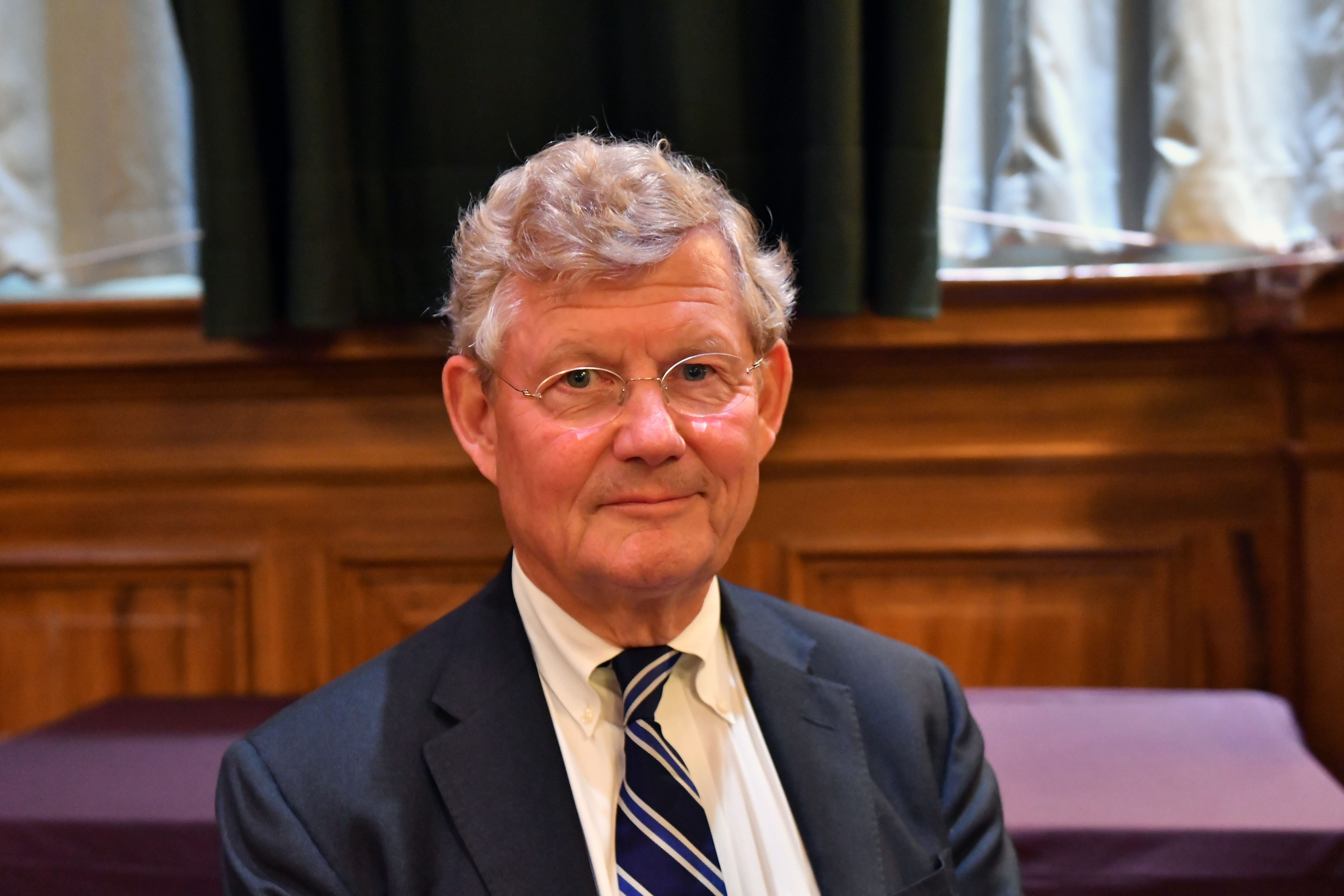
Jacob Wallenberg (2018)

Jacob Wallenberg (* 13. Januar 1956 in Stockholm) ist ein schwedischer Banker. Von 1998 bis 2005 war er Vorstandsvorsitzender der schwedischen Privatbank Skandinaviska Enskilda Banken (SEB).

## Leben
Jacob Wallenberg ist ein Mitglied der einflussreichen Familie Wallenberg. Er studierte an der Wharton School der University of Pennsylvania und beendete 1980 seine Bachelorarbeit in Wirtschaftswissenschaften. Im Jahr 1981 machte er den Master of Business Administration.
Nach Absolvieren mehrerer Trainee-Programme arbeitete Wallenberg seit 1984 für die SEB hauptsächlich in Schweden, aber auch in Singapur, Hongkong, London und New York. Von 1990 bis 1992 war Wallenberg Vizedirektor der Investor AB, einem Kreditunternehmen mit substanziellen Interessen an schwedischen Großfirmen. Nach der Wiedervereinigung der SEB Gruppe 1993 wurde  Wallenberg als Geschäftsführendes Vorstandsmitglied (CEO) eingesetzt und 1997 zum Vorstandsvorsitzenden (Chairman of the Board) gewählt (1998–2005).
Zwischen 2000 und 2016 nahm Wallenberg jedes Jahr an der Bilderberg-Konferenz teil.
Wallenberg war bei der Marine und ist Offizier der Reserve. Er ist verheiratet mit Marie Wallenberg und hat drei Kinder. 2018 wurde ihm der Orden der Aufgehenden Sonne verliehen.